# Нахман, Магда Максимилиановна
Магда Максимилиановна Нахман Ачария (20 июля 1889, Павловск, Санкт-Петербургская губерния — 12 февраля 1951, Бомбей) — художница, портретистка, книжный иллюстратор, сценограф.

## Биография
Магда Нахман родилась и провела детство и юность в Санкт-Петербурге. Её отец, Максимилиан Нахман, из рижской еврейской семьи, окончил юридический факультет Петербургского университета, имел право проживания в столице и служил юрисконсультом в немецком посольстве, а также в компании братьев Нобель. Мать, Клара Эмилия Мария фон Редер, происходила из прибалтийских немцев. Дети воспитывались в лютеранской вере. Магда окончила гимназию при Училище Святой Анны (Анненшуле, нем. Annenschule). Начала посещать занятия по живописи в Обществе взаимного вспомоществования русских художников в 1906 году, а в 1907—1913 гг. занималась в художественной школе Е. Н. Званцевой в Санкт-Петербурге. Её учителями были Лев Бакст, Мстислав Добужинский и Кузьма Петров-Водкин. Она начала выставляться с 1910 года. 
В 1913 году на даче М. А. Волошина в Коктебеле она познакомилась с Мариной Цветаевой, её мужем Сергеем Эфроном и его сестрами Верой и Елизаветой. Здесь Магда написала единственный живописный прижизненный портрет Цветаевой. В 1916 она переехала в Москву и закончила портрет Сергея Эфрона (не сохранился). Большую часть 1917—1920 годов провела в провинции. В 1917 году занималась оформлением спектакля «Тартюф» в Московском театре кооперативов. С осени 1919 до осени 1920 работала театральным оформителем и художником по костюмам в народном театре в деревне Усть-Долыссы под Невелем (вместе с Елизаветой Эфрон — режиссёром этого театра).
Вернувшись в Москву осенью 1920 года, познакомилась с видным деятелем индийского национально-освободительного движения Мандаямом Партхасарати Тирумалоим Ачарией (Ачарьей), прибывшим в большевистскую Россию с группой индийских единомышленников в поисках идеологических партнеров в борьбе за независимость Индии. В 1922 г. она вышла за него замуж и вместе с мужем переехала в Берлин. Здесь она близко познакомилась с Владимиром и Верой Набоковыми. В 1933 году создала пастельные портреты Владимира, его матери Елены Ивановны и Веры (сохранилась только фотографическая копия портрета Владимира Набокова). Персональная выставка Магды в Берлине была рецензирована Набоковым.
После прихода к власти Гитлера в 1933 году Европа стала слишком опасной для полуеврейки Магды Нахман и темнокожего тамила Ачарии. В 1934 году они смогли получить британские паспорта, которые в конечном итоге позволили им бежать в Бомбей, где Магда стала широко известной художницей и наставницей для нового поколения индийских художников. Она умерла в Бомбее 12 февраля 1951 года.

## Список известных выставок

### Россия
- Выставка учеников Бакста и Добужинского (Петербург, 1910 г.)
- IV Художественная Выставка картин. Северный кружок любителей изящных искусств (Вологда, 1913)
- Выставки объединения «Мир искусства» (Петербург и Москва, 1912, 1913, 1917 гг.)
- Выставка картин в пользу лазарета деятелей искусств (Петроград, 1914)
- «1915» (устроитель К. В. Кандауров) (Москва, 1915 г.)
- Выставка картин профессионального Союза художников (Москва, 1918 г.)
- IV Государственная выставка картин (Москва, 1919 г.)
- II Государственная выставка искусства и науки (Казань, 1920 г.)

### Германия
- Персональная выставка в галерее Каспер (Galerie Casper) (Берлин, 1928 г.)
- Групповая выставка в галерее «Amsler & Ruthardt» (Берлин, 1929 г.)

### Индия
- Начиная с 1937 года (то есть практически со времени приезда в Индию) Магда участвовала во всех выставках Бомбейского общества художников; выставки проходили почти каждый год.
- Персональная выставка в Пуне (1940-е годы)
- Ежегодные персональные выставки в Салоне Института иностранных языков (Бомбей, начиная с 1946 г.)
- Персональная выставка в выставочном зале кафе «Четна» (хинд. «Возрождение») (Бомбей, 1947 г.)
- Первая посмертная выставка в Салоне Института иностранных языков (Бомбей, 1951 г.)
- Вторая посмертная выставка в Салоне Института иностранных языков (Дели, 1952 г.)